# Diphasiastrum fawcettii
Diphasiastrum fawcettii är en lummerväxtart som först beskrevs av F. Lloyd och L. Underw., och fick sitt nu gällande namn av Josef Holub. Diphasiastrum fawcettii ingår i släktet Diphasiastrum och familjen lummerväxter. Inga underarter finns listade i Catalogue of Life.